# Júlio César Vieira Lima
Júlio César Vieira Lima, (Senador Pompeu, CE, 04 de fevereiro de 1931 - Fortaleza, CE, 21 de junho de 2021, mais conhecido por César Vieira, foi um treinador de futebol de salão brasileiro.

Foi treinador da Seleção Brasileira de Futebol de Salão, na época em que o esporte era regido pela FIFUSA, tendo sido o técnico da equipe nas conquistas do Campeonato Mundial de Futebol de Salão de 1982 e de 1985.

Também foi fundador e vice-presidente da Federação Cearense de Futebol de Salão, treinador do Sumov, bicampeão pan-americano (1980-1984) e campeão sul-americano (1986). Foi ainda treinador das seleções estaduais do Ceará e de Santa Catarina.

## Conquistas
- Campeonato Mundial de Futebol de Salão (2): 1982 e 1985
- Campeonato Pan-Americano de Futebol de Salão (2): 1980 e 1984
- Campeonato Sul-Americano de Futebol de Salão (2): 1983 e 1986